# بي. بي. فنسنت
بي. بي. فنسنت (بالإنجليزية: B. B. Vincent)‏ هو سياسي أمريكي، ولد في 4 أغسطس 1803، وتوفي في 21 يوليو 1876.